# Chambon-sur-Voueize
Chambon-sur-Voueize is een gemeente in het Franse departement Creuse (regio Nouvelle-Aquitaine). De plaats maakt deel uit van het arrondissement Aubusson. Chambon-sur-Voueize telde op 1 januari 2022 827 inwoners.

## Geografie
De oppervlakte van Chambon-sur-Voueize bedraagt 33,58 km², de bevolkingsdichtheid is 26 inwoners per km²(per 1 januari 2019).
De onderstaande kaart toont de ligging van Chambon-sur-Voueize met de belangrijkste infrastructuur en aangrenzende gemeenten.

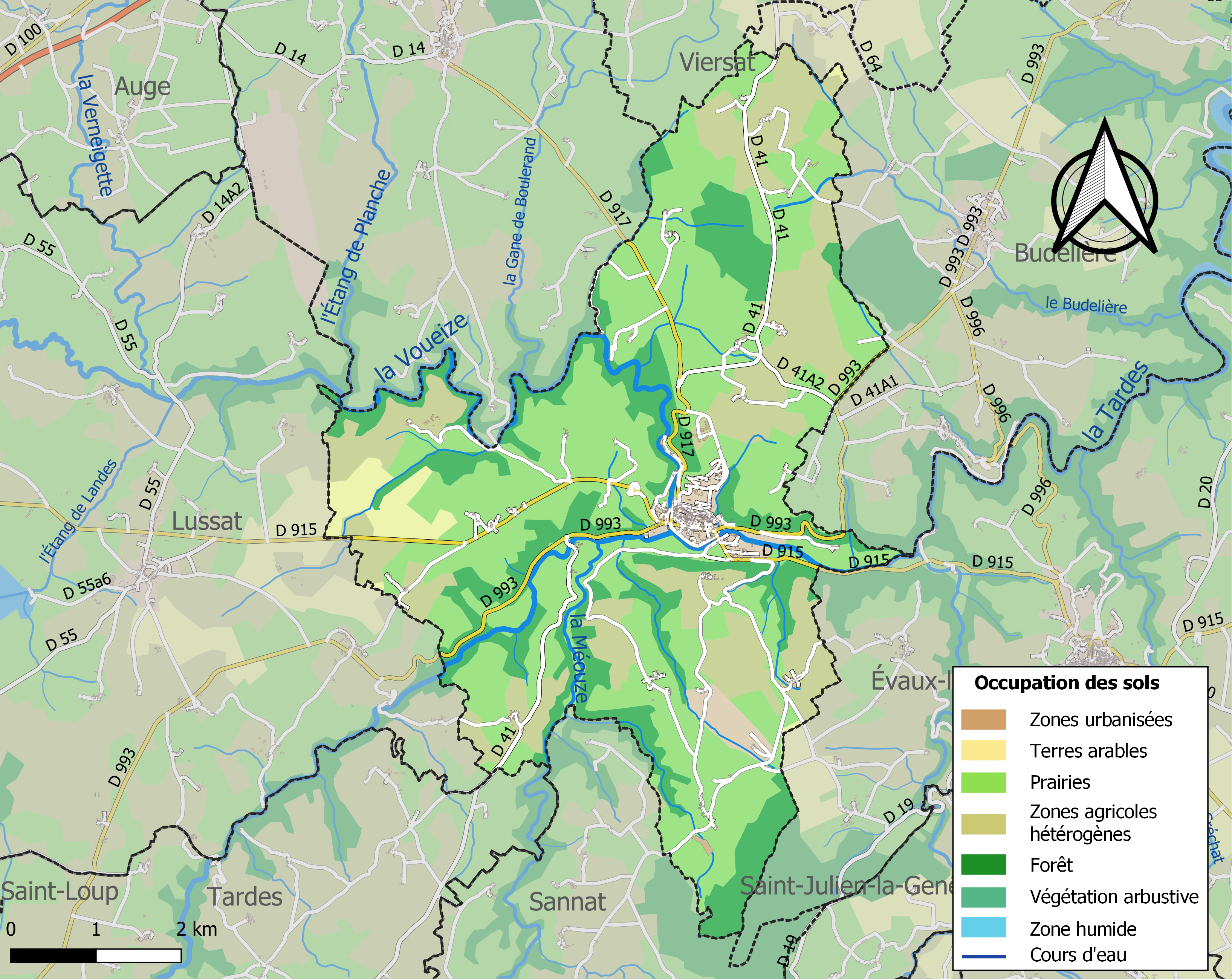

## Demografie
Onderstaande figuur toont het verloop van het inwonertal (bron: INSEE-tellingen).